# Andon Frrokaj
Andon Frrokaj (ur. 1967 w Krui) – deputowany do Zgromadzenia Albanii z ramienia Demokratycznej Partii Albanii.

## Życiorys
Ukończył studia z zakresu inżynierii budownictwa. W wyborach 2017 uzyskał mandat deputowanego do albańskiego parlamentu z ramienia Demokratycznej Partii Albanii.